# Coelotes transiliensis
Coelotes transiliensis är en spindelart som beskrevs av S. V. Ovtchinnikov 200. Coelotes transiliensis ingår i släktet Coelotes och familjen mörkerspindlar. Inga underarter finns listade i Catalogue of Life.